# Eddy Mitchell
Claude Moine (París, 3 de julio de 1942), conocido profesionalmente como Eddy Mitchell, es un cantante y actor francés.

## Biografía
Comenzó su carrera a finales de los años 50 con el grupo Les Chaussettes Noires, tomando su nombre artístico del actor estadounidense Eddie Constantine conocido por protagonizar la película de Jean-Luc Godard, Alphaville. La banda actuaba en el club parisino Golf-Drouot antes de firmar un contrato discográfico con Barclay Records, donde tuvieron un éxito inmediato, llegando en 1961 a acumular 2 millones de discos vendidos.
Fuertemente influido por el rock and roll estadounidense,  Mitchell, que comenzó su carrera en solitario en 1963, grabó frecuentemente fuera de Francia, originalmente en Londres y posteriormente en Memphis y Nashville, Tennessee. Guitarristas como Big Jim Sullivan y Jimmy Page o el batería Bobby Graham formaron parte de los músicos de sesión de sus grabaciones en Londres. En sus grabaciones en Estados Unidos contó con el apoyo de músicos de sesión como Roger Hawkins, David Hood, Jimmy Johnson, Kenneth Buttrey, Reggie Young, David Briggs o Charlie McCoy entre otros.
Gran amante del cine estadounidense, condujo entre 1981 y 1998 el programa de televisión La Dernière Séance, en France 3. El formato del programa imitaba las antiguas sesiones de cine, con la exhibición de dos películas, dibujos animados, noticias y atracciones.El título fue tomado de la versión francesa de la película The Last Picture Show.
En 2014 fundó junto a los cantantes Johnny Hallyday y Jacques Dutronc el supergrupo Vieilles Canailles con los que inició una gira.

## Discografía

### Álbumes
con Les 5 Rocks
- 1960 – Les 5 Rocks (inédito hasta 1996)

con Les Chaussettes noires
- 1961 : 100 % rock
- 1961 : Rock'n'Twist
- 1962 : Le 2 000 000e disque des Chaussettes noires (1st official studio album)
- 1962 : Comment réussir en amour (soundtrack of film with same title)
- 1963 : Chaussettes Noires Party (2nd and last studio album)

en solitario
- 1963 : Voici Eddy... c'était le soldat Mitchell
- 1963 : Eddy in London
- 1964 : Panorama
- 1964 : Toute la ville en parle... Eddy est formidable
- 1965 : Du rock 'n' roll au rhythm 'n' blues
- 1966 : Perspective 66
- 1966 : Seul
- 1967 : De Londres à Memphis
- 1968 : Sept Colts pour Schmoll
- 1969 : Mitchellville
- 1971 : Rock n'Roll
- 1972 : Zig-zag
- 1972 : Dieu bénisse le rock'n'roll
- 1974 : Ketchup électrique
- 1974 : Rocking in Nashville
- 1975 : Made in USA
- 1976 : Sur la route de Memphis
- 1977 : La Dernière Séance
- 1978 : Après minuit
- 1979 : C'est bien fait
- 1980 : Happy Birthday
- 1982 : Le Cimetière des éléphants
- 1984 : Fan Album
- 1984 : Racines
- 1986 : Eddy Paris Mitchell
- 1987 : Mitchell
- 1989 : Ici Londres
- 1993 : Rio Grande
- 1996 : Mr. Eddy
- 1999 : Les Nouvelles Aventures d'Eddy Mitchell
- 2003 : Frenchy
- 2006 : Jambalaya
- 2009 : Grand écran
- 2010 : Come Back
- 2013 : Héros
- 2015 : Big Band
- 2017 : La Même Tribu (Volume 1)
- 2018 : La Même Tribu (Volume 2)

En directo
- 1969 : Olympia 69
- 1975 : Rocking in Olympia 1975
- 1978 : Palais des Sports 77
- 1981 : 20 ans : Eddy Mitchell Olympia
- 1984 : Palais des Sports 84
- 1991 : Casino de Paris 90
- 1994 : Retrouvons notre héros Eddy Mitchell à Bercy
- 1995 : Big Band au Casino de Paris
- 1995 : Country-Rock à l'Olympia
- 1995 : Show 94 au Zénith
- 1997 : Mr. Eddy à Bercy 97
- 2001 : Live 2000
- 2004 : Frenchy Tour
- 2007 : Jambalaya Tour
- 2011 : Ma Dernière Séance

## Filmografía
- Les Parisiennes (Jacques Poitrenaud,1962
- Comment réussir en amour (Michel Boisrond, 1963)
- Nanou, TV series (Georges Régnier, 1970)
- Ça va plaire, TV musical (Jean-Pierre Cassel y Bernard Lion, 1980)
- Gaston Lapouge, TV film (Frank Apprederis, 1981)
- Coup de torchon (Bertrand Tavernier, 1981)
- My Other Husband (Georges Lautner, 1983)
- fr (fr, 1984)
- À mort l'arbitre (Jean-Pierre Mocky, 1983)
- Frankenstein 90 (Alain Jessua, 1984)
- La Galette du roi (Jean-Michel Ribes, 1986)
- I Love You (Marco Ferreri, 1986)
- Autour de minuit (Round Midnight) (cameo) (Bertrand Tavernier, 1986)
- Un père et passe (Sébastien Grall, 1989)
- Promotion canapé (Didier Kaminka, 1990)
- Until the End of the World (Bis ans Ende der Welt) (Wim Wenders, 1991)
- La Totale! (Claude Zidi, 1991)
- Ville à vendre (Jean-Pierre Mocky, 1992)
- La Cité de la peur (Alain Berbérian, 1994)
- Le bonheur est dans le pré (Étienne Chatiliez, 1995)
- Cuisine américaine (Jean-Yves Pitoun, 1998)
- Kitchendales (Chantal Lauby, 2000)
- Lovely Rita, sainte patronne des cas désespérés (Stéphane Clavier, 2003)
- Les Clefs de bagnole (Laurent Baffie, 2003)
- Frank Passingham, (2005)
- Un printemps à Paris (Springtime in Paris) (Jacques Bral, 2006)
- Populaire (Régis Roinsard, 2012)
- The Dream Kids (Vianney Lebasque, 2013)
- Salaud, on t'aime (Claude Lelouch, 2014)

### por Eddy Mitchell
- Galas, galères, autobiografía (Éditions Jacques Grancher, 1979)
- Cocktail Story, recetas y anécdotas (R.M.C. Éditions, 1986)
- P'tit Claude, novela (L'Arbre à cames, 1994)